# DeVaughn Washington
DeVaughn Lamar Washington (Virginia Beach, Virginia, 29 de marzo de 1989) es un baloncestista estadounidense. Con 2,03 metros de estatura, juega en la posición de ala-pívot. 

## Trayectoria deportiva
Jugó cuatro temporadas con los Ohio Bobcats y tras no ser elegido en el Draft de la NBA de 2011, debutó como profesional en Turquía en las filas del Gelişim Koleji Spor Kulübü. Más tarde, se convertiría en un trotamundos del baloncesto mundial ya que jugaría en diversos países como Uruguay, Austria y Japón, donde jugaría en la liga japonesa durante varias temporadas (de 2013 a 2016) defendiendo las camisetas de Kumamoto Volters, Nishinomiya Storks y Shinshu Brave Warriors.
En 2016, regresa a Europa para jugar en Finlandia en las filas del Kauhajoen Karhu durante la temporada 2016-2017 y en la 2017-2018 se marcharía a Bulgaria para jugar en el BC Balkan Botevgrad.
En julio de 2018 firmó contrato con el Kymis B.C. de la A1 Ethniki, la primera división griega.
En febrero de 2021 retornó a la A1 Ethniki de Grecia fichado por el Larisa B.C.